# Vjosa
Die Vjosa (albanisch Vjosë) oder der Aoos (griechisch Αώος) ist ein Fluss, der im Epirus im Nordwesten Griechenlands entspringt und in Albanien in die Adria mündet.
Der Flusslauf der Vjosa ist bis heute von allzu dichter Besiedelung und von Industrialisierung verschont geblieben. Auch die Mündung liegt entfernt von größeren Orten in einem unberührten Küstenstreifen. Die Vjosa zählt zu den wenigen größeren naturbelassenen Flüssen Europas. Am 15. März 2023 erklärte die albanische Regierung den gesamten auf albanischem Staatsgebiet liegenden Teil des Flusses zum Nationalpark Vjosa.

## Name

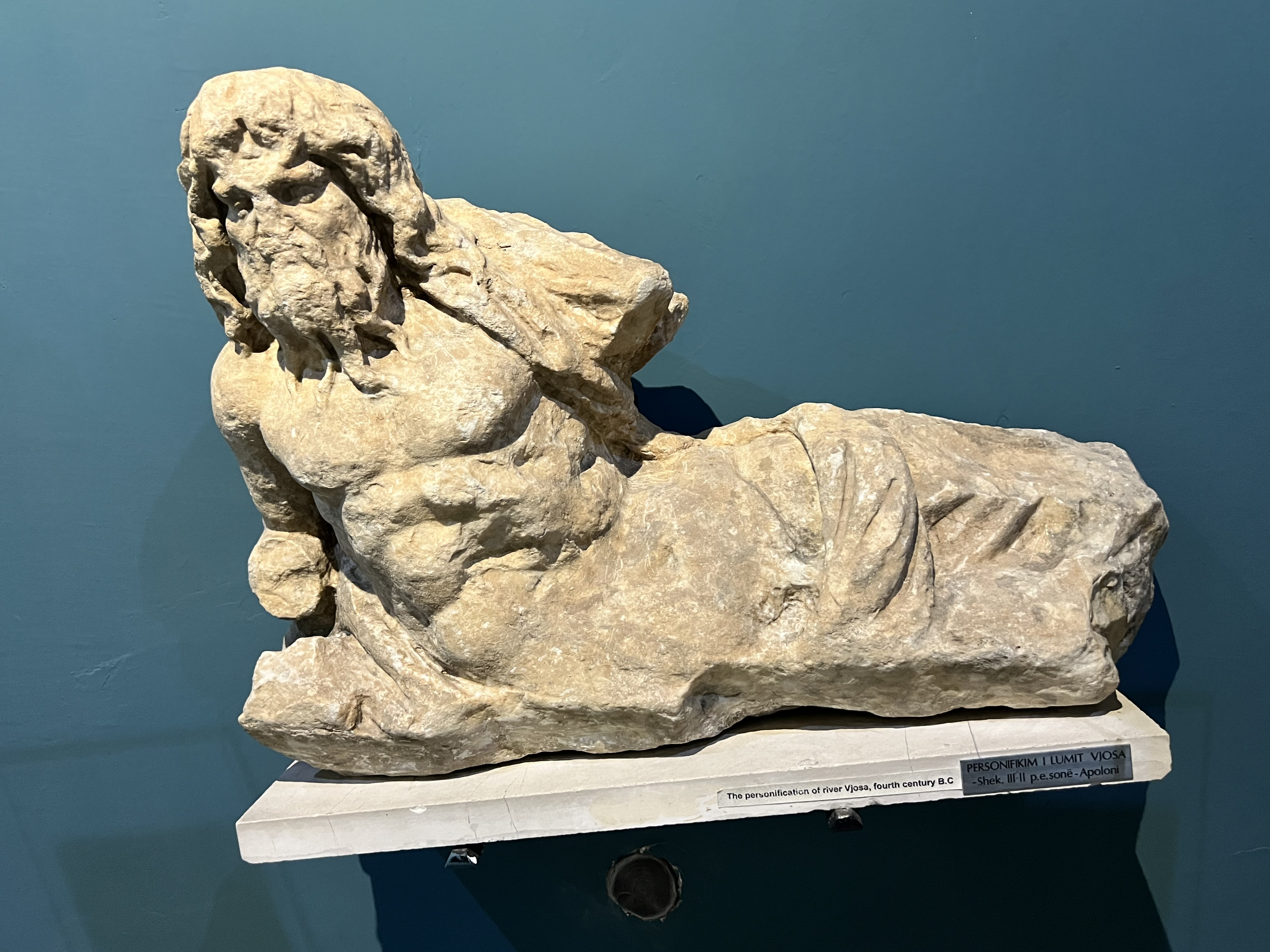
Antike Statue aus Apollonia der personifizierten Vjosa

In Griechenland heißt die Vjosa Aoos; es sind auch die Namen Vojioussa und Vovoussa (griechisch Βωβούσα) geläufig. Neben Aoos und Vjosa wurde in der Antike auch die Bezeichnung Anio verwendet. Letzterer geht auf Anios, eine Gestalt der griechischen Mythologie zurück. Anios war der Sohn des Apoll und der Rhoeo.

## Flusslauf

### Ursprung
Der Fluss entspringt im Pindosgebirge östlich von Ioannina. Die Quelle liegt am Berg Mavrovouni. Ihr Verlauf führt die Vjosa durchwegs Richtung Nordwesten. Der Fluss hat eine Länge von rund 272 Kilometern, wovon die ersten 80 auf griechischem Territorium verlaufen. Die Vjosa entwässert ein Gebiet von 6706 km². 2154 km² davon liegen innerhalb Griechenlands – das einzige griechische Gebiet, das in die Adria entwässert wird. Die durchschnittliche Abflussmenge bei der Mündung liegt bei 204 m³/s. Im April ist die Abflussmenge rund zehn Mal höher als im August.

### Oberlauf
Der Oberlauf in Griechenland zieht sich zumeist durch bewaldete Gebirgslandschaft. Ein Teil davon ist als Nationalpark Vikos-Aoos geschützt, der sich rund um die Tymfi-Berge (2497 m) ausdehnt. Im zweitgrößten Naturschutzgebiet Griechenlands leben noch Braunbären. Der Voidomatis, ein Nebenfluss des Aoos, bildet die eindrucksvolle Vikos-Schlucht. Das Gebiet wird Zagoria genannt und ist als Wanderziel sowie für seine schönen Dörfer bekannt, in denen noch viele traditionelle Steinhäuser im epirotischen Stil erhalten sind. Unweit von Konitsa innerhalb des Nationalparks passiert auch der Aoos eine enge Schlucht. Bei Konitsa überquert eine historische Bogenbrücke aus Stein den Aoos. Ab hier wird das Flusstal landwirtschaftlich genutzt.

### Mittellauf

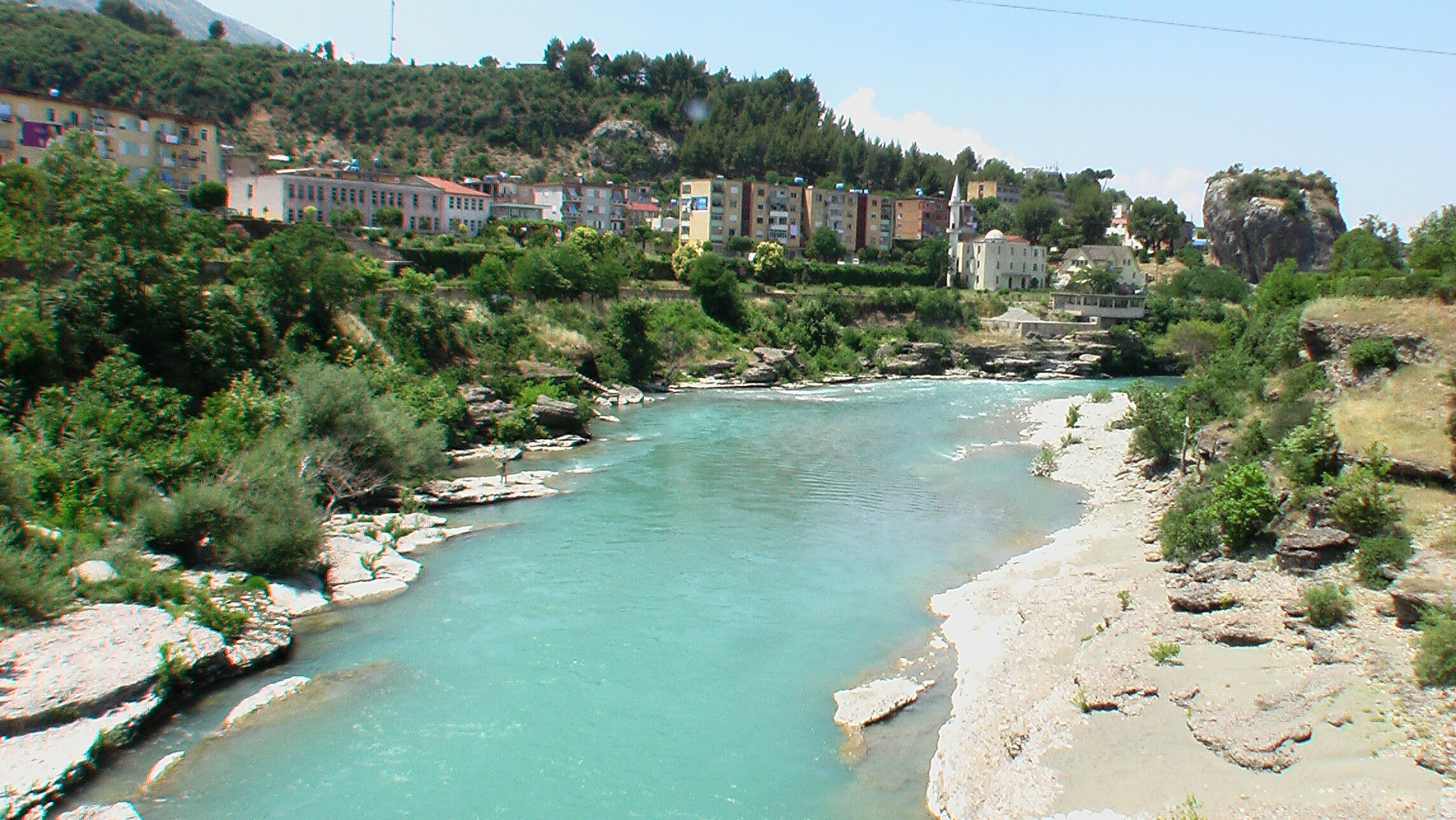
Bei Përmet

Hinter Konitsa passiert der Fluss die griechisch-albanische Grenze. An dieser Stelle mündet der aus Osten kommende Nebenfluss Sarantaporos ein, der über einige Kilometer die Grenze bildet. Ein neuer Grenzübergang ermöglicht es jetzt auch Menschen, dem Tal weiter zu folgen.
Auch in Albanien fließt die Vjosa noch durch mehrheitlich naturbelassene Landschaft. Der Talboden bzw. die Uferterrassen sind dennoch stellenweise intensiv landwirtschaftlich genutzt. Der Fluss folgt dem sehr steil abfallenden Nemërçka-Bergzug; von rechts nimmt sie die Lengarica und später die Lumica auf. Der Hauptort dieses Abschnittes ist Përmet. Bei Këlcyra biegt der Fluss nach Westen ab und durchschneidet den Trebeshina-Dhëmbel-Nemërçka-Gebirgszug zwischen den Bergen Trebeshina und Dhëmbel. Bei Tepelena mündet zunächst der Nebenfluss Drino ein, der ebenfalls aus Griechenland kommend die Gegend um Gjirokastra entwässert. Kurz darauf fließt von Westen die Bënça zu. Ab hier nimmt die Verschmutzung des Wassers durch urbane Abwässer deutlich zu. Die Berge an den Flussufern verlieren im weiteren Verlauf deutlich an Höhe.
Bei einem letzten engen Durchbruch zwischen einem Hügelzug war beim Dorf Kalivaç das Wasserkraftwerk Kalivaç geplant. Der Bau am Damm ca. 25 Kilometer südlich von Tepelena begann im Jahr 2008 oder kurz davor, soll aber im Jahr 2010 wieder eingestellt worden sein. Der Damm sollte 500 Meter lang und 60 Meter breit werden. Naturschützer forderten 2014, auf Kraftwerke an der Vjosa zu verzichten und den „Wildfluss“ zum Nationalpark zu erklären. Das konzessionierte italienische Unternehmen plante eine Leistung von 93,9 MW. Die Europäische Kommission und das Europäische Parlament äußerten sich mehrfach kritisch zum Projekt. Das Europäische Parlament verabschiedete 2017 sogar eine Resolution zum Schutz der Vjosa und forderte eine Schutzausweisung für diesen Wildfluss. Durch einen gerichtlichen Entscheid im Mai 2021 wurde das Staudammprojekt endgültig gestoppt.

### Unterlauf
Im Unterlauf zwischen den Städten Fier und Vlora durchquert die Vjosa die Ebene der Myzeqe, der Fluss ist sehr breit und bildet Mäander. Wichtigster Nebenfluss in dieser Region ist die bei Selenica links einmündende Shushica.
In der flachen Küstenebene veränderte sich der Verlauf des Flussbettes in der Vergangenheit wiederholt. So lag das Flussbett vor einem Erdbeben im 3. Jahrhundert einige Kilometer weiter nördlich. Das alte Apollonia war damals an einem Hügel nahe dem Fluss gelegen und vom Meer her war die Vjosa bis zu der antiken Stadt schiffbar. Der Hafen Appolonias bildete den Ausgangspunkt der Via Egnatia. Durch das Erdbeben versandete der Hafen und die Stadt erlitt einen raschen Niedergang.

### Mündung
Im Flussdelta begannen im Jahr 2019 Planungen für den Bau des Flughafens Vlora. Das Flussdelta ist ein Feuchtgebiet von internationaler Bedeutung, in dem mehr als 50.000 Wasservögel überwintern. Der Flughafen befindet sich seit dem Jahr 2021 im Bau. Das Areal wurde von der albanischen Regierung aus dem Schutzgebiet, das es komplett umgibt, ausgezont.

## Nationalparks
Bis auf ein rund 20 Kilometer langes Stück Flusslauf vor der Grenze zu Albanien verläuft der Fluss seit 2023 in Naturschutzgebieten.
Das Quellgebiet des Flusses und ein Großteil des Flusslaufs in Griechenland liegt innerhalb des Nationalparks Pindos, der 1966 errichtet wurde.
Am 13. Juni 2022 unterzeichneten die albanische Ministerin für Tourismus und Umwelt, Mirela Kumbaro, und der Geschäftsführer des US-amerikanischen Unternehmen „Patagonia“, Ryan Gellert, im Beisein des albanischen Premierministers Edi Rama und internationaler NGOs der Kampagne „Rettet das Blaue Herz Europas“ eine Absichtserklärung, am 15. März 2023 wurden die Gesamtlänge der Vjosa und ihre frei fließenden Nebenflüsse von der albanischen Regierung zum Nationalpark erklärt. Bei einer Größe von 12.727 Hektar umfasst er die Wasserfläche von Vjosa, Bënça, Drino und Shushica, sowie deren Uferbereiche. In zwei Phasen soll der Status eines Schutzgebietes der IUCN-Kategorie II erreicht werden. Darüber hinaus wurde im Februar 2023 von der albanischen Ministerin für Tourismus und Umwelt angekündigt, einen Antrag bei der UNESCO zur Schaffung eines Biosphärenreservates in diesem Gebiet einreichen zu wollen.